# Santa Barbara Airlines
Santa Barbara Airlines is een Venezulaanse luchtvaartmaatschappij met haar thuisbasis in Maracaibo.

## Geschiedenis
Santa Barbara Airlines is opgericht in 1995.

## Bestemmingen
Santa Barbara Airlines voert lijnvluchten uit naar:(zomer 2007)
Binnenland:
- Barquisimeto, Caracas, Las Piedras, Maracaibo, Mérida., San Antonio, Valencia.

Buitenland:
- Aruba, Guayaquil, Madrid, Miami, Quito, Tenerife.

## Ongevallen
In de nacht van 21 februari 2008 is er een ATR 42 (registratie: YV1449) van Santa Barbara Airlines vermist geraakt boven het Andes gebergte. Vlucht 518 was met 46 mensen aan boord vertrokken vanaf Mérida onderweg naar Caracas. Het toestel is een dag na de crash gevonden.

## Vloot
De vloot van Santa Barbara Airlines bestaat uit:(2008)
- 1 Boeing B767-300(ER)
- 4 Boeing B757-200
- 5 ATR42-300